# Haydée Santamaría

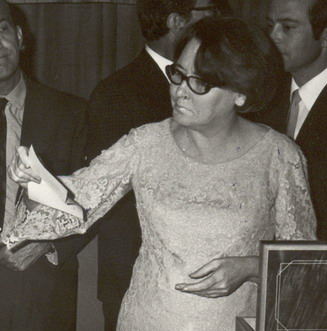
Haydée Santamaría (1968)

Haydée Santamaría Cuadrado (genannt Yeyé; * 30. Dezember 1923 in der Provinz Villa Clara; † 28. Juli 1980 in Havanna) war eine kubanische Revolutionärin. Zusammen mit Melba Hernández, Vilma Espín und Celia Sánchez gehörte sie zu den bedeutendsten Revolutionärinnen.

## Leben
Haydée Santamaría entstammt einer spanischstämmigen Familie. Sie wuchs als zweites von fünf Kindern auf einer Zuckerplantage in Zentralkuba auf. 1948 zog sie mit ihrem jüngeren Bruder Abel Santamaría nach Havanna. Abel Santamaría war ein Bekannter Fidel Castros. In ihrer gemeinsamen Wohnung, die heute ein Museum beherbergt, schmiedeten sie Pläne zum Sturz des 1952 an die Macht gekommenen Fulgencio Batista.
Am 26. Juli 1953 nahm Haydée am von Fidel Castro geleiteten Angriff auf die Moncada-Kaserne in Santiago de Cuba teil. Die Aktion scheiterte und führte zu Dutzenden von Toten unter den angegriffenen Soldaten sowie den Angreifern. Im nachfolgenden Gerichtsprozess wurde Santamaría ebenso wie Melba Hernández zu sieben Monaten Freiheitsentzug verurteilt. Nach ihrer Entlassung unterstützte sie die von Castro bis zu seiner Amnestierung im Mai 1955 aus der Haft geführte Revolutionsbewegung weiterhin, so auch während des ab November 1956 wiederaufgenommenen bewaffneten Kampfes. Ab Mai 1958 war sie in Miami für die Bewegung des 26. Juli für die Sammlung von Spenden unter den dortigen Exilkubanern zuständig.
Nachdem am 1. Januar 1959 Batista vertrieben worden war, begründete Haydée die Casa de las Américas, ein Kulturzentrum mit überregionaler Bedeutung. Von seiner Eröffnung bis zu ihrem Tod 1980 war sie die leitende Direktorin der Casa de las Américas. Zudem war sie Mitglied des Zentralkomitees der Kommunistischen Partei Kubas.
Haydée war verheiratet mit Armando Hart Dávalos, dem früheren Erziehungs- und Kulturminister Kubas. Sie hatte zwei Kinder, Celia Hart Santamaría und Abel Hart Santamaría, die beide während eines Hurrikans bei einem Verkehrsunfall am 7. September 2008 starben.
Am 28. Juli 1980 beging Haydée Santamaría Selbstmord. Es war ihr zweiter Selbstmordversuch. Über ihr Motiv herrscht Unklarheit. Castro-Biograf Carlos Widmann macht dafür unter anderem die Kastration der ursprünglich durch Freigeist gekennzeichneten Casa de las Américas durch das Castro-Regime im sogenannten grauen Jahrzehnt im Kuba der 1970er Jahre verantwortlich. Regimekritische Schriftsteller wurden verfolgt, führende europäische  Linksintellektuelle wandten sich deshalb von der kubanischen Revolution ab. Haydée verlor ihren Zugang zum innersten Machtzirkel.

## Reminiszenzen
- In Luigi Nonos Oper „Al gran sole carico d'amore“ findet man sie im Chor.
- Olu Oguibe ehrte Haydée Santamaría in seinem Projekt „Woman of Progress“.
- Der kubanische Staat verleiht an herausragende Künstler die Haydeé-Santamaría-Medaille

## Filmische Darstellung
2002 wurde Haydée Santamaria in dem Spielfilm Fidel & Che von der mexikanischen Schauspielerin Alejandra Gollas dargestellt.